# Cao Xiu
En aquest nom xinès, el cognom és Cao (曹).
Cao Xiu (174 – 228) fou un militar general baix el comandament del poderós senyor de la guerra Cao Cao 	
i els posteriors governants del regne de Wei durant la dinastia Han de l'Est i el període dels Tres Regnes de l'antiga Xina. També un nebot llunyà de Cao Cao, Cao Xiu portà diverses campanyes contra les forces de Sun Quan, la majoria dels quals es van complir amb èxit. Va morir al 228 a partir d'una infecció de la pell en l'esquena.

## El clan Cao
Per una llista completa, vegeu Cao Cao.

### Descendents directes
- Cao Zhao (曹肇)

### Família per extensió
- Cao Cao (oncle llunyà)
  - Cao Pi
    - Cao Rui
      - Cao Fang
        - Cao Mao
          - Cao Huan

  - Cao Zhang
  - Cao Zhi
  - Cao Xiong
  - Cao Ang
  - Cao Chong
- Cao Ren (oncle llunyà)
- Cao Chun (oncle llunyà)
- Cao Anmin (cosí llunyà)
- Cao Zhen (cosí llunyà)
  - Cao Shuang